# Davilla
Davilla, biljni rod dvosupnica iz porodice dilenijevki raširenih od Meksika i Velikih Antila na jug do Brazila i Bolivije.
Pripada mu 36 vrsta, a tipična je Davilla rugosa Poir. Rod je opisan u Florae Lusitanicae et Brasiliensis Specimen 35, f. 14. 1788.

## Vrste
1. Davilla alata (Vent.) Briq.
2. Davilla angustifolia A. St.-Hil.
3. Davilla aspera (Aubl.) Benoist
4. Davilla aymardii Fraga
5. Davilla bahiana Aymard
6. Davilla bilobata Aymard
7. Davilla cearensis Huber
8. Davilla coriacea Fraga & Stehmann
9. Davilla cuatrecasasii Aymard
10. Davilla cuspidulata Mart. ex Eichler
11. Davilla elliptica A. St.-Hil.
12. Davilla emarginata Sleumer
13. Davilla flexuosa A. St.-Hil.
14. Davilla glabrata Mart. ex Eichler
15. Davilla glaziovii Eichler
16. Davilla grandiflora A. St.-Hil. & Tul.
17. Davilla hirsuticarpa Fraga & Aymard
18. Davilla kubitzkii Aymard
19. Davilla kunthii A. St.-Hil.
20. Davilla lacunosa Mart.
21. Davilla lanosa Fraga & Stehmann
22. Davilla latifolia Casar.
23. Davilla macrocarpa Eichler
24. Davilla minutifolia Fraga
25. Davilla morii Aymard
26. Davilla neei Aymard
27. Davilla nitida (Vahl) Kubitzki
28. Davilla papyracea Aymard
29. Davilla pedicellaris Benth.
30. Davilla pygmaea M. J. Silva
31. Davilla rugosa Poir.
32. Davilla sellowiana Schltdl.
33. Davilla sessilifolia Fraga
34. Davilla steyermarkii Kubitzki
35. Davilla strigosa Kubitzki
36. Davilla undulata Fraga & Stehmann